# سقانفار کبودکلا
بنای سقانفار کبود کلا مربوط به دوره قاجار است و در شهرستان بابل، بخش مرکزی، روستای کبود کلا واقع شده و این اثر در تاریخ ۱ مهر ۱۳۸۲ با شمارهٔ ثبت ۱۰۲۸۰ به‌عنوان یکی از آثار ملی ایران به ثبت رسیده است.